# Sharif Zaid Ibn Shaker
Sharif Zaid Ibn Shaker (Amman, 4 settembre 1934 – Amman, 30 agosto 2002) è stato un generale e politico giordano, ha servito come comandante in capo delle Forze armate giordane per più di 20 anni ed è stato primo ministro della Giordania per tre volte, il 4 febbraio del 1996 fu nominato Principe non ereditario dal Re Husayn di Giordania.

## Biografia
Zaid Ibn Shaker era cugino del Re Husayn di Giordania. Entrò nell'Esercito giordano e servi insieme al suo cugino. Nel 1957 e nel 1958 è stato assistente militare dell'attachè dell'ambasciata giordana a Londra. In seguito servi in diverse posizioni all'interno delle forze militari giordane incluso il comando di una brigata corazzata sia in ambito di divisione che di brigata. L'8 gennaio 1996 è stato nominato capo di stato maggiore delle forze armate giordane, posizione che aveva detenuto già fino al 1988 prima di chiedere le dimissioni. Nel giugno del 1987 è stato promosso al grado di Feldmaresciallo. Essendo la sua famiglia hashemita essa era molto vicina alla famiglia reale, Zaid stesso aveva avuto diversi collegamenti con il Re Husayn durante la sua carriera militare. In aggiunta alla sua posizione nel palazzo reale, era anche il consigliere per la sicurezza nazionale del Re, posizione che implicava la sua forte influenza sui vertici militari.